# Strážovice
Strážovice (německy Straschowitz) jsou obec v okrese Hodonín v Jihomoravském kraji, 5 km západně od Kyjova. Žije zde 603 obyvatel. Od roku 2002 je členem Mikroregionu Babí lom.

## Historie

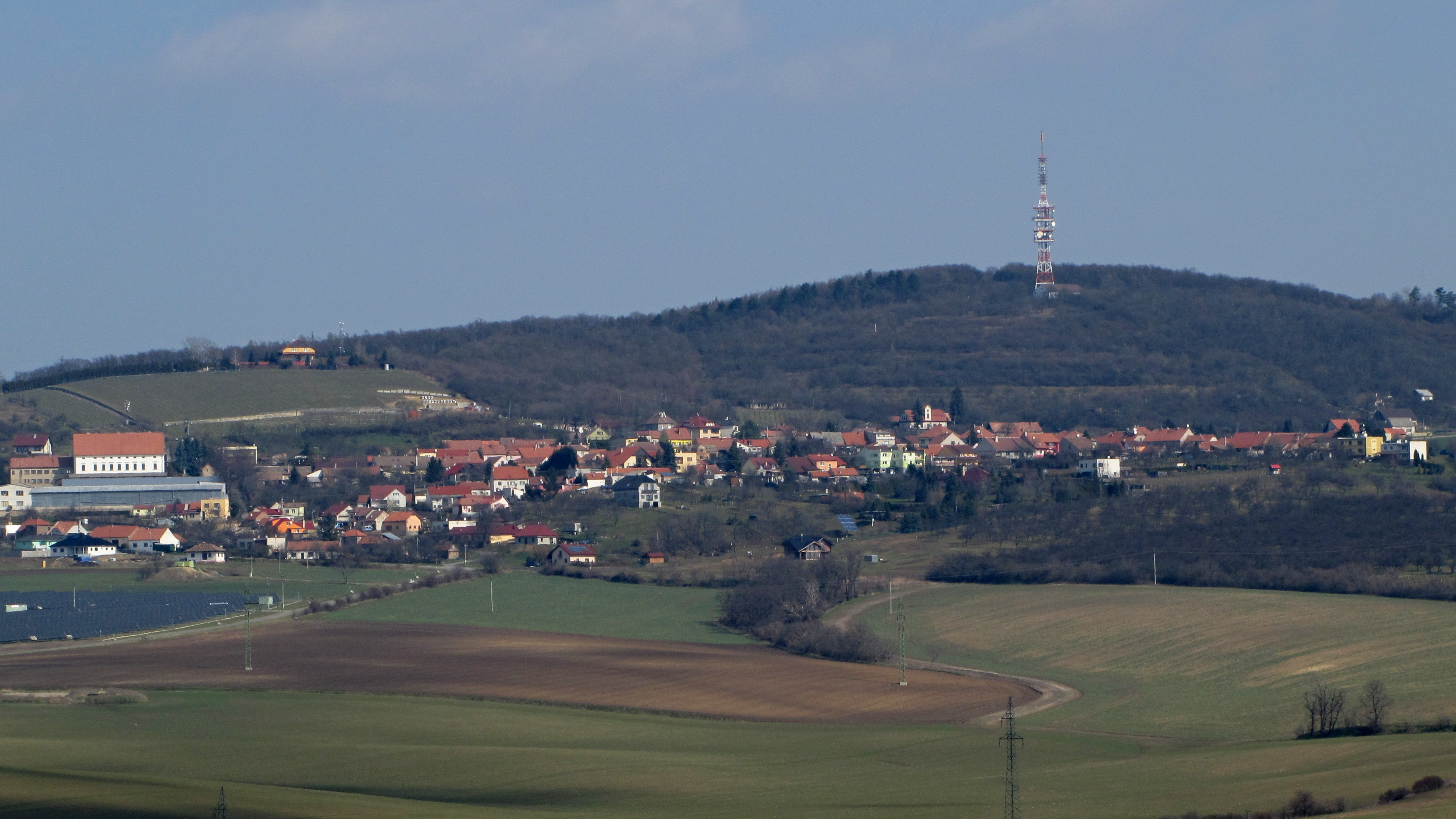
Pohled na Strážovice a Babí lom od jihu

Archeologické nálezy zde dokládají kulturu se zvoncovitými poháry, únětickou i lužickou kulturu. Poprvé je obec zmiňována v roce 1141 v listině Jindřicha Zdíka jako statek břeclavského kostela. V roce 1605 byla ves vypálena vojskem Štěpána Bočkaje a roku 1623 opět vypleněna. V roce 1923 byl založen hřbitov a roku 1928 byla obec elektrifikována.

## Samospráva
Zastupitelstvo obce má 7 členů. Voleb do zastupitelstva v říjnu 2010 se účastnilo 316 (tj. 68,4 %) voličů. Ve volbách zvítězilo místní uskupení Sdružení Občané za demokracii, které získalo 27,82 % hlasů a 2 mandáty v zastupitelstvu, dále Sdružení nezávislých kandidátů (26,85 %, 2 mandáty), KDU-ČSL (24,06 %, 2 mandáty) a KSČM (21,27 %, 1 mandát). Starostou byl zvolen MVDr. Vladimír Ždánský (KDU-ČSL) a místostarostou Jan Válek (Sdružení nezávislých kandidátů). Na ustavujícím zasedání zastupitelstva v listopadu 2014 byl starostou zvolen Petr Markus.
Obec náleží do senátního obvodu č. 79 - Hodonín. Do roku 1960 patřila do okresu Kyjov.

## Obyvatelstvo
| Rok  | Počet obyvatel | Počet domů |
| ---- | -------------- | ---------- |
| 1869 | 639            | 153        |
| 1880 | 647            | 149        |
| 1890 | 623            | 141        |
| 1900 | 669            | 142        |
| 1910 | 651            | 149        |
| 1921 | 742            | 150        |
| 1930 | 713            | 161        |
| 1950 | 624            | 162        |
| 1961 | 605            | 160        |
| 1970 | 554            | 147        |
| 1980 | 519            | 137        |
| 1991 | 545            | 178        |
| 2001 | 546            | 181        |

Při sčítání lidu v roce 2001 se 85,7 % obyvatel přihlásilo k české národnosti a 12,8 % k moravské. 65 % se hlásilo k Římskokatolické církvi, 28 % bylo bez vyznání a 5,5 % obyvatel vyznání neuvedlo. Průměrný věk byl 38 let.

## Doprava
Strážovicemi vedou autobusové linky č. 729661 z Kyjova do Násedlovic a č. 729106 z Kyjova do Brna. Z Kyjova je přímé železniční spojení s Brnem po trati č. 340 (tzv. Vlárská dráha). Obcí prochází silnice I/54 a k jihozápadu vybíhá silnice III/41924 do Stavěšic. Přes Strážovice vede zeleně značená turistická trasa, po které je možné přijít na Strážovský kopec (1 km). Trasa vede většinou polními cestami do okolních obcí.

## Pamětihodnosti
- Zámek Strážovice z let 1751–1753
- Kaple Nejsvětější Trojice z poloviny 18. století, původně zámecká kaple. V průčelí sochy sv. Jana Nepomuckého, sv. Floriana a sv. Anny.
- Náhrobek Jano Köhlera s mozaikou Madony na místním hřbitově

## Osobnosti
- Josef Frydrych (1880–1966), správce statků Jana II. z Lichtenštejna, do roku 1916 žil v obci.
- Jano Köhler (1873–1941), akademický malíř, v letech 1926–1941 žil v obci.
- Vladimír Hofman (1906-1952), profesor, kreslíř, archeolog.
- Ladislav Schovanec (1941–2019), malíř, restaurátor a scénograf. Místní rodák a čestný občan.[7] Od roku 1974 žil   v emigraci  Alfortville ve Francii,